# 10284 Damienlemay
10284 Damienlemay este o planetă minoră (asteroid), cu un diametru de 6,84 km, din centura de asteroizi. A fost descoperită pe 24 august 1981 la Observatorul La Silla de Henri Debehogne. 
Obiectul prezintă o orbită caracterizată de o semiaxă mare de 2,877481 UAi, o excentricitate de 0,02, o înclinație de 2,88484 ° în raport cu ecliptica.